# La Concordia
La Concordia – miasto w Ekwadorze, w prowincji Santo Domingo de los Tsáchilas, stolica kantonu La Concordia.
Miasto zostało założone w 1955 roku. Przez miasto przebiega droga krajowa E20.